# 中国自由运动大同盟
中国自由运动大同盟，存在于1930年2月至1931年2月的一个中国文化组织，是中共领导的外围革命群众团体。
1930年2月13日，鲁迅、柔石、郁达夫、田汉、夏衍、冯雪峰等人在上海发起成立“中国自由运动大同盟”，简称自由大同盟。虽然第一发起人是鲁迅，实际上是中共地下党员冯雪峰、潘汉年等操纵着。中共党员、上海总工会秘书长龙大道任同盟主席。
中国自由大同盟成立宣言号召要争取言论、出版、结社、集会等自由，指出“不自由毋宁死”。出版机关刊物《自由运动》。后在南京、汉口、天津等地相继出现50多个自由同盟组织。6月，大同盟在上海召开会议， 决定建立全国总同盟，选举鲁迅、周全平、郑伯奇、潘汉年、田汉等为执行委员。
1931年2月7日，大同盟主席龙大道在上海龙华看守所被国民党当局枪决，该组织遂自行解散。